# Cyaniris rona
Cyaniris rona är en fjärilsart som beskrevs av Grose-smith 1894. Cyaniris rona ingår i släktet Cyaniris och familjen juvelvingar. Inga underarter finns listade i Catalogue of Life.